# 수은주 인치
수은주인치(Inch of mercury, 水銀柱inch, inHg, "Hg)는 압력의 단위이다. 미국에서 대기압 등을 측정하는데 사용되고 있다.
표준중력 하에서 32 °F (0 °C)의 수은주 1 인치의 압력과 같다.
1 inHg = 3386.389 Pa

## 같이 보기
- 수은주 밀리미터
- 토르 (단위)
- 수은주 미터